# Tåns kyrkogård

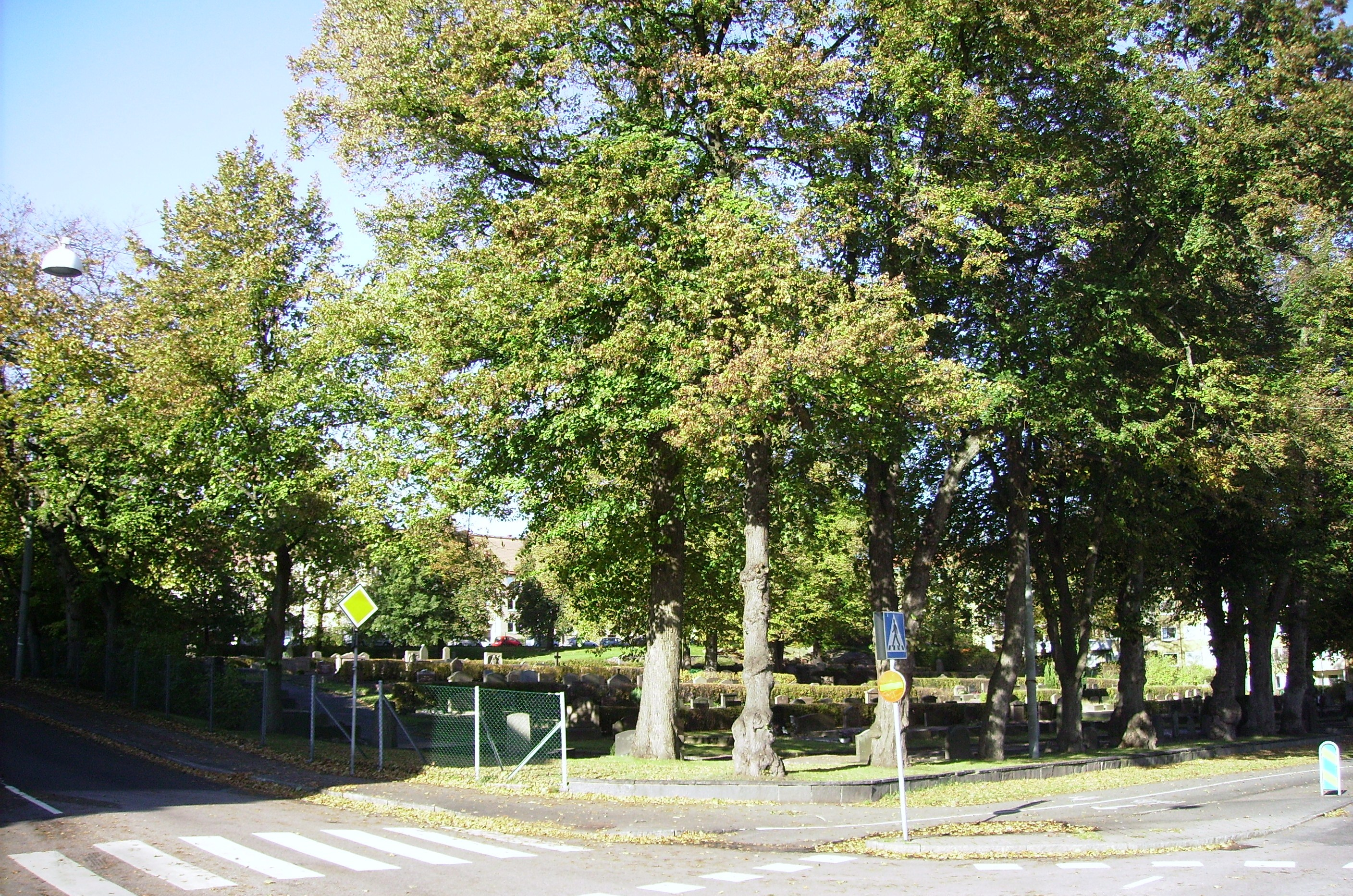
Tåns kyrkogård

Tåns kyrkogård är en begravningsplats vid Danska vägen, Ingeborgsgatan och Sankt Pauligatan i stadsdelen Lunden i Göteborg. Kyrkogården invigdes 1867 och har 662 gravar. 2009 anlades två nya kvarter med plats för ett hundratal urngravar.
Namnet Tån härstammar från ordet tun vilket var det område intill inägorna där man släppte ut kreaturen på bete.